# Karl Hardman
Karl Hardman (* 22. März 1927 als Karl Hardman Schon in Pittsburgh, Pennsylvania, USA; † 22. September 2007 ebenda) war ein US-amerikanischer Horror-Film-Produzent und Schauspieler.

## Leben
Er produzierte 1968 zusammen mit George A. Romero den bekannten Horrorfilm-Klassiker Die Nacht der lebenden Toten. Er selbst hatte im Film auch einen Auftritt als Harry Cooper. Er trat außerdem 1996 im Film Santa Claws auf. Dies waren auch seine beiden einzigen Filme.
Schon vor Die Nacht der lebenden Toten war Hardman eine Institution in Pittsburgh für seine Arbeit in Pittsburghs beliebter Morgenshow Cordic and Company, moderiert von Rege Cordic. Hardman war ein Teil der Crew neben Bob Trow und Sterling Yates. Er lieh vielen Charakteren in der Show seine Stimme. Hardman fuhr seine Zusammenarbeit mit Cordic auch fort, nachdem der Moderator 1965 nach Los Angeles gezogen war. Später besaß Hardman in Pittsburgh ein rekonstruiertes Studio.
Hardman leitete zusammen mit John F. Eastman und dessen Ehefrau, der Schauspielerin Marilyn Eastman, die Produktionsfirma Hardman/Eastman Inc. in Pittsburgh. Marilyn Eastman spielte im Film Die Nacht der lebenden Toten die Ehefrau von Hardman und war im realen Leben die Patentante von Kyra Schon. Schon spielte im Film die Filmtochter von Eastman und Hardman. Hardman und Marilyn Eastman waren über 44 Jahre befreundet und Geschäftspartner.
Hardman starb am 22. September 2007 im Alter von 80 Jahren an Bauchspeicheldrüsenkrebs.

## Filmografie (Auswahl)
- 1968: Die Nacht der lebenden Toten (Night of the Living Dead)
- 1996: Santa Claws
- 2012: Living Dead